# Colla gaudialis
Colla gaudialis is een vlinder uit de familie van de echte spinners (Bombycidae). De wetenschappelijke naam van de soort is voor het eerst geldig gepubliceerd in 1905 door William Schaus.